# Pražská mozaika

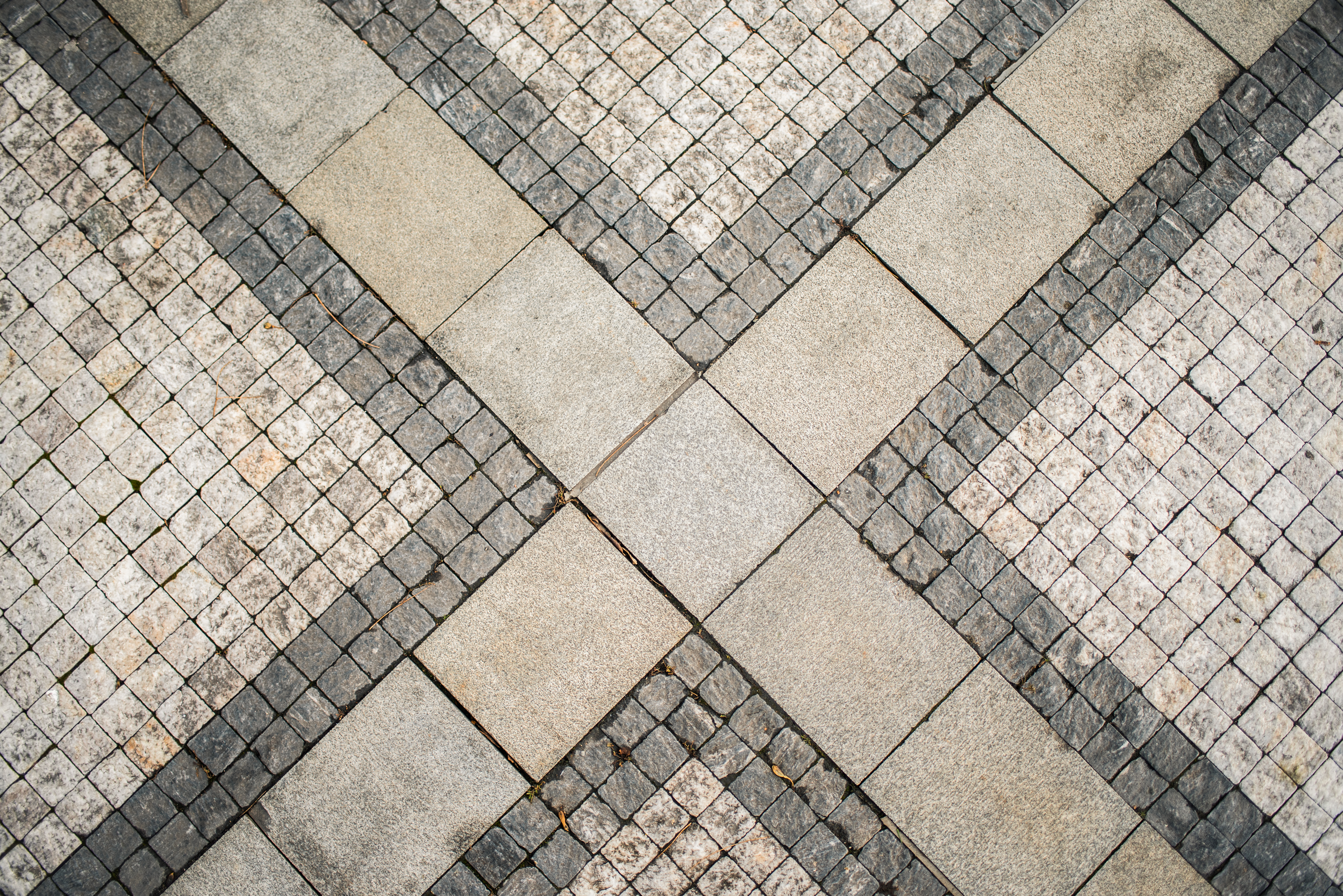
Pražská mozaika s bílým supíkovickým a černým lipovským mramorem

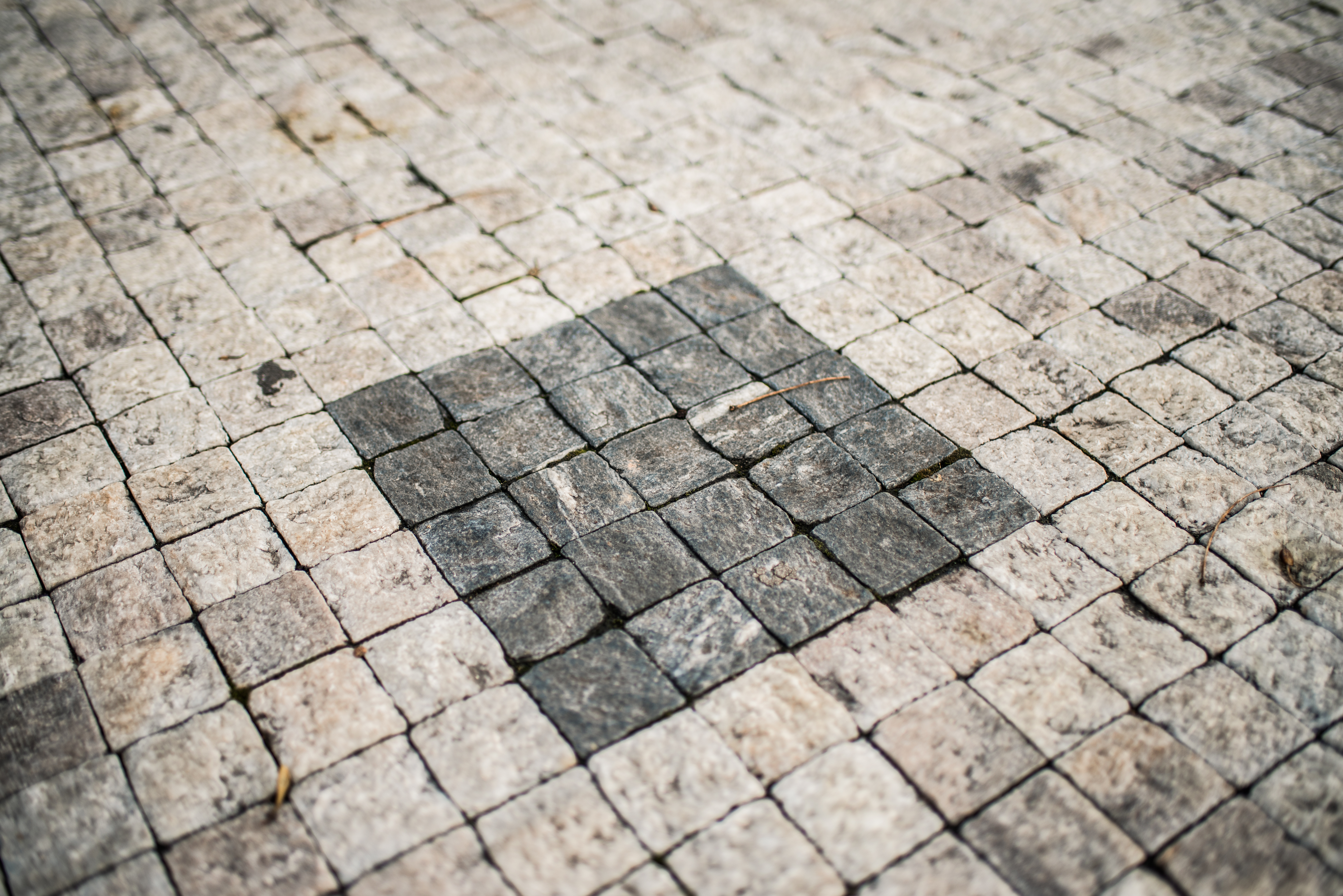
Pražská mozaika s bílým supíkovickým a černým lipovským mramorem

Pražská mozaika je mozaiková dlažba z kamenných krychlí, která je typická pro pražské chodníky a náměstí. Podle nich se jmenuje pražská mozaika. Kamenné krychle jsou vyrobeny z mramoru. Tato dlažba vznikala v Praze především v 19. století. Má různé vzory.
Tvoří ji tři základní barvy – bílá, černá a růžová. Historicky se nejvíce používala kombinace černé a růžové, což byl slivenecký mramor těžený v lomu Cikánka u Slivence u Prahy. Dnes se používá především bílý supíkovický a černý lipovský mramor. Právě tyto dvě barvy tvoří 90 % materiálu ve všech vzorech pražské mozaiky. Největší plocha, kterou v Praze pokrývá, je Václavské náměstí.

## Vzory
Nejčastější jsou rámové vzory dvou typů: sedmdesátka (s dámou) a rámy s draky a dále šachovnicová dáma vhodná zvláště pro užší chodníky. K dalším častěji užívaným vzorům patřily kříže a hvězdy a kříže. Kromě základních vzorů se vyskytují i jejich varianty, například negativní (prohození barev), provedení rovnoběžně s obrubami nebo diagonálně (nakoso). Vzor mozaiky se jen výjimečně přizpůsobuje konkrétní stavbě, například u Obecního nebo Štencova domu.
Rozdíl mezi původními a dnešními mozaikami je kromě převládající barevnosti i v tom, že původní materiál byl štípaný a dnes se dělí řezaním. Řezané kostky jsou přesnější a umožňují používat minimální spáry. Štípané kostky svou nepravidelností dodávají mozaice živost a umožňují vytvářet jemnější a zakřivené vzory, které se řezanými kostkami jen těžko napodobují.

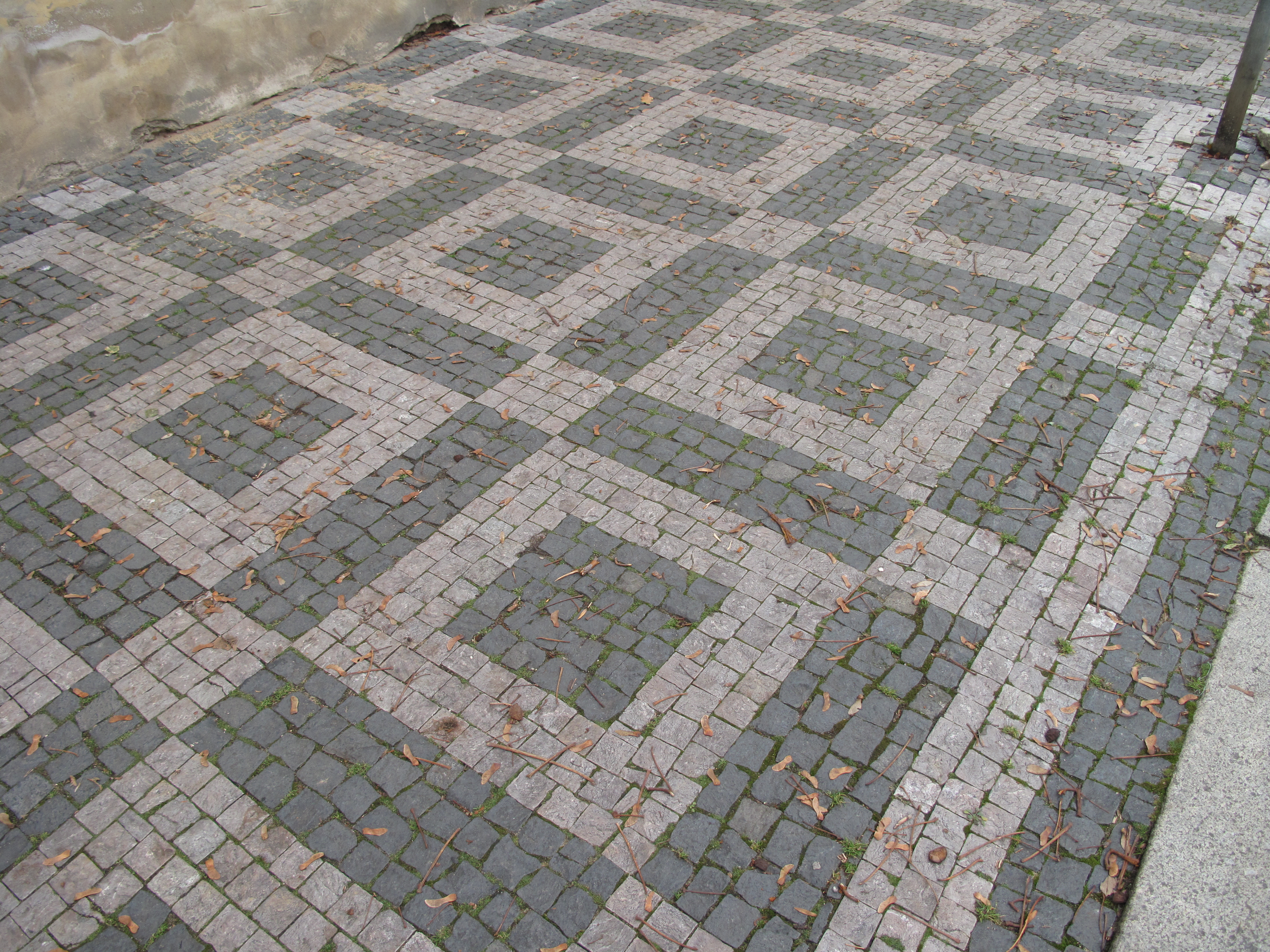
Sedmdesátka s dámou (se středovým čtvercem)
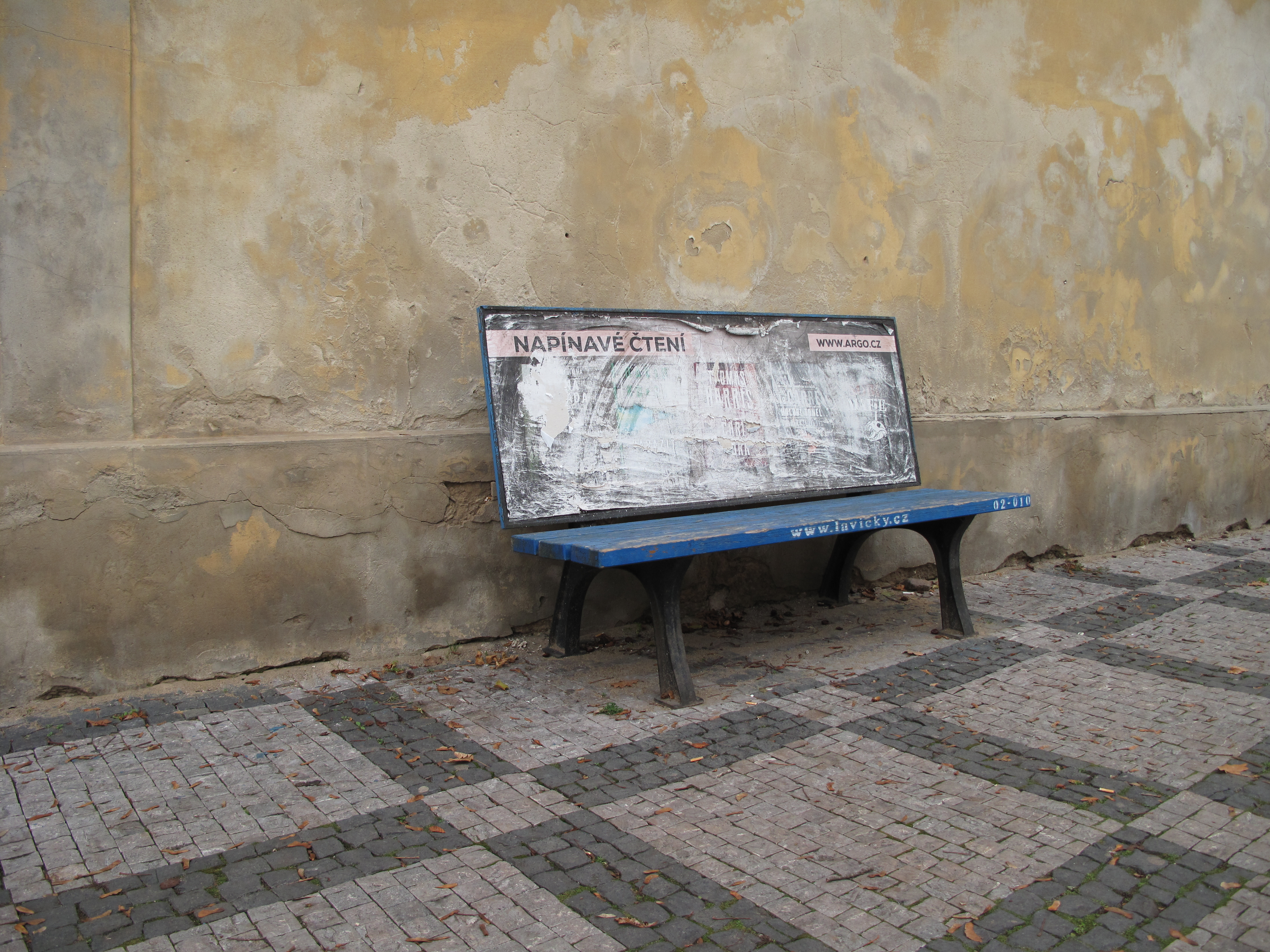
Sedmdesátka (bez dámy, název odvozen od velikosti)
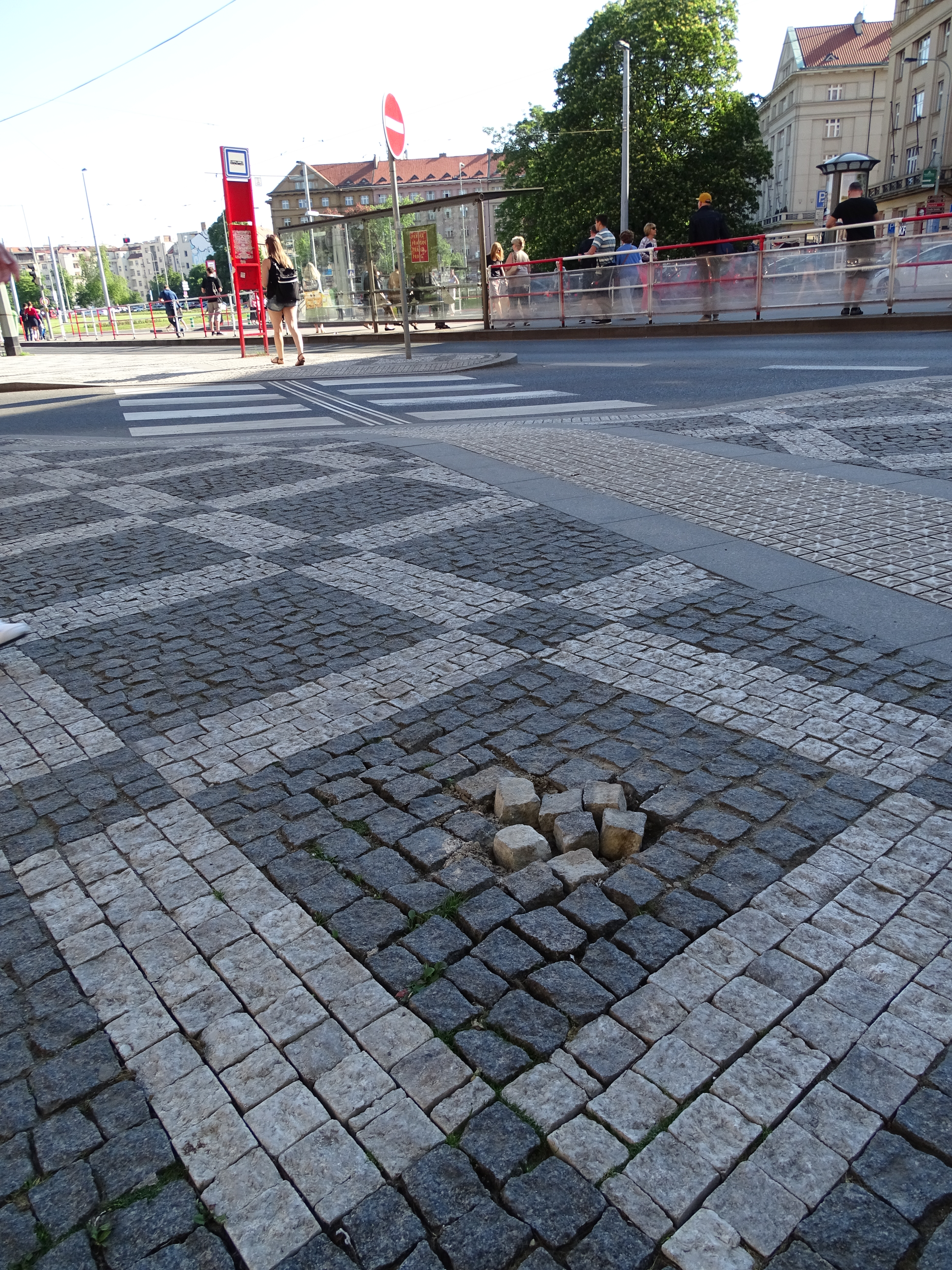
Negativní sedmdesátka
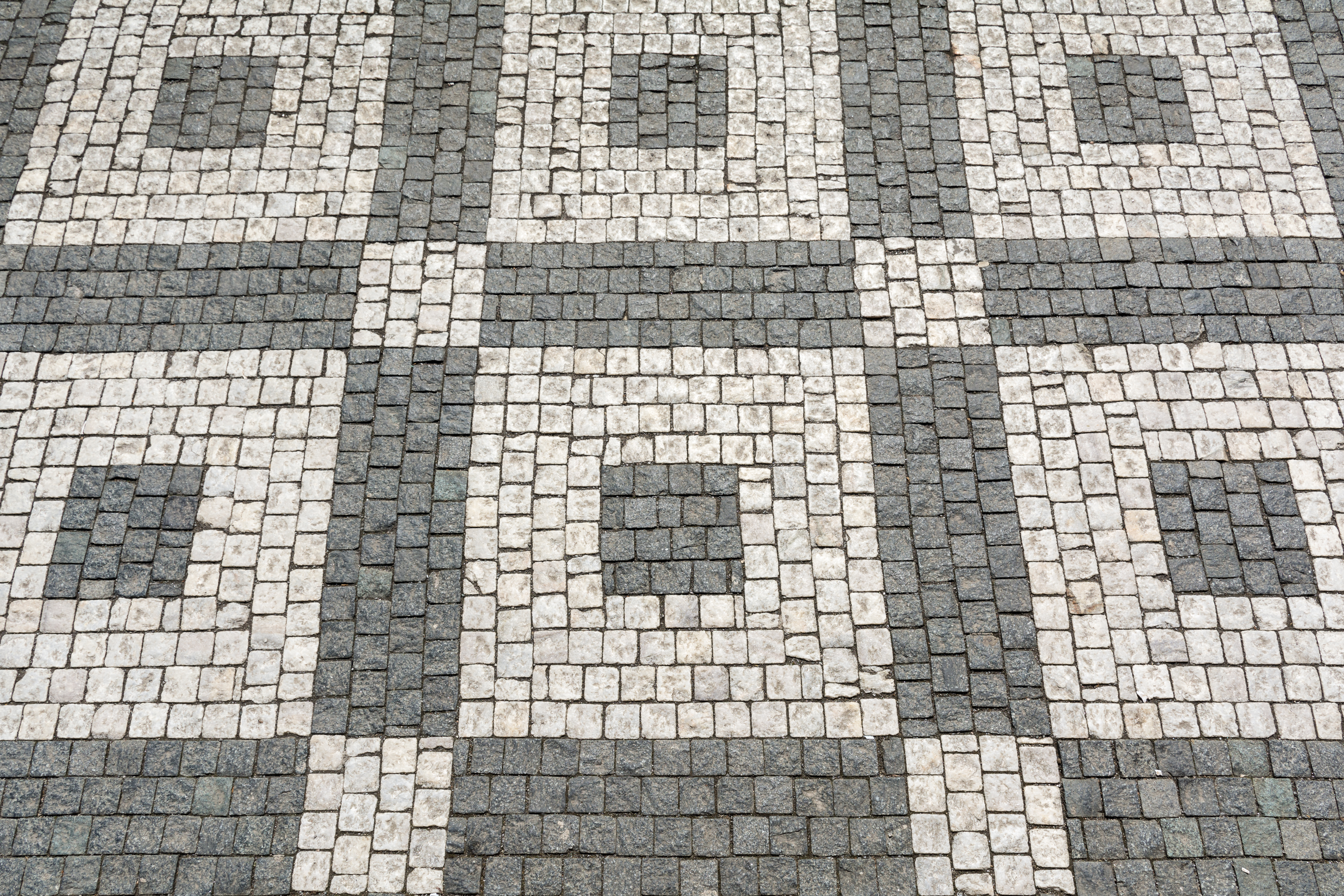
Sedmdesátka s dámou (proporčně nesprávné provedení s příliš malou dámou)
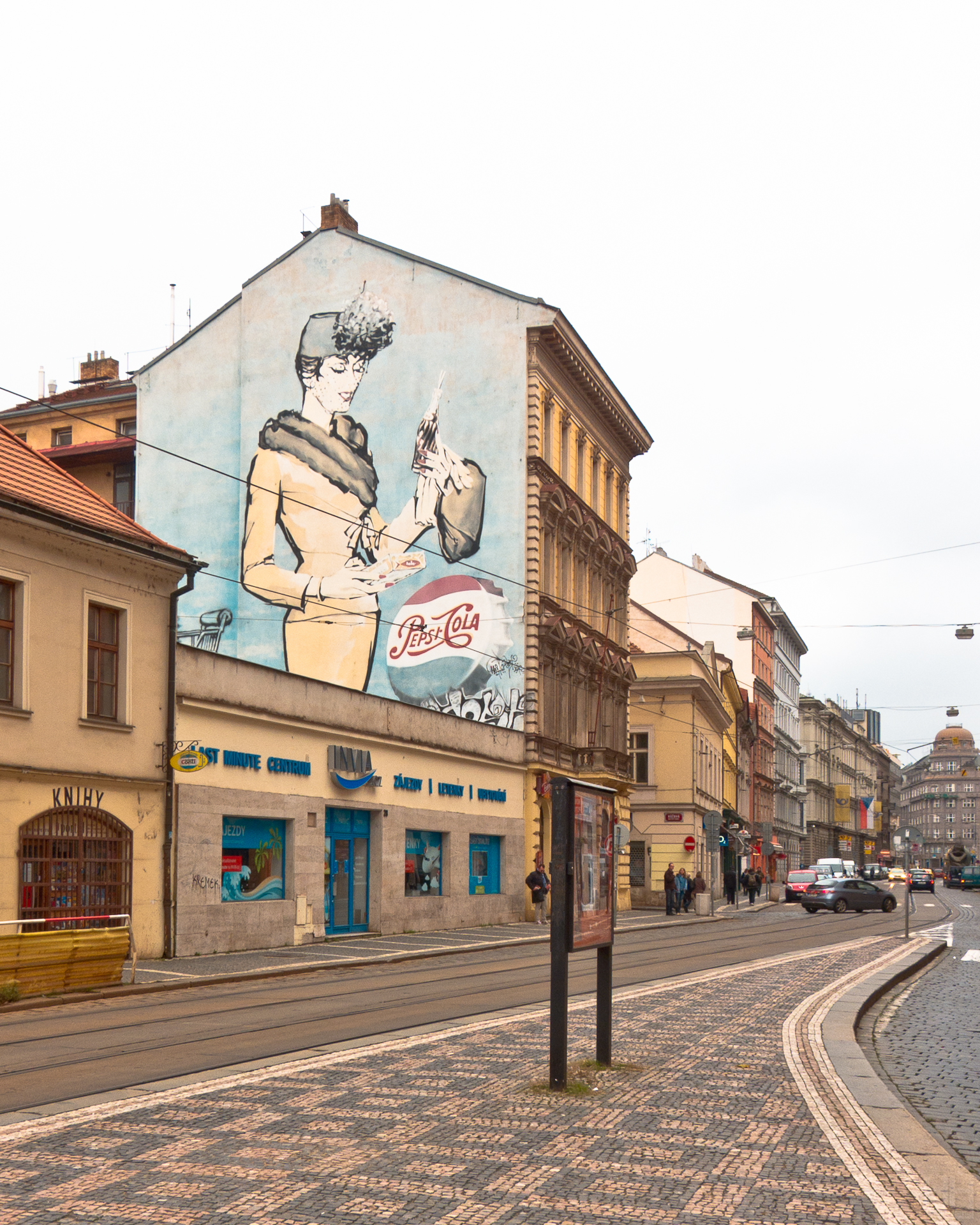
Negativní sedmdesátka s dámou (původní černo-růžové provedení)
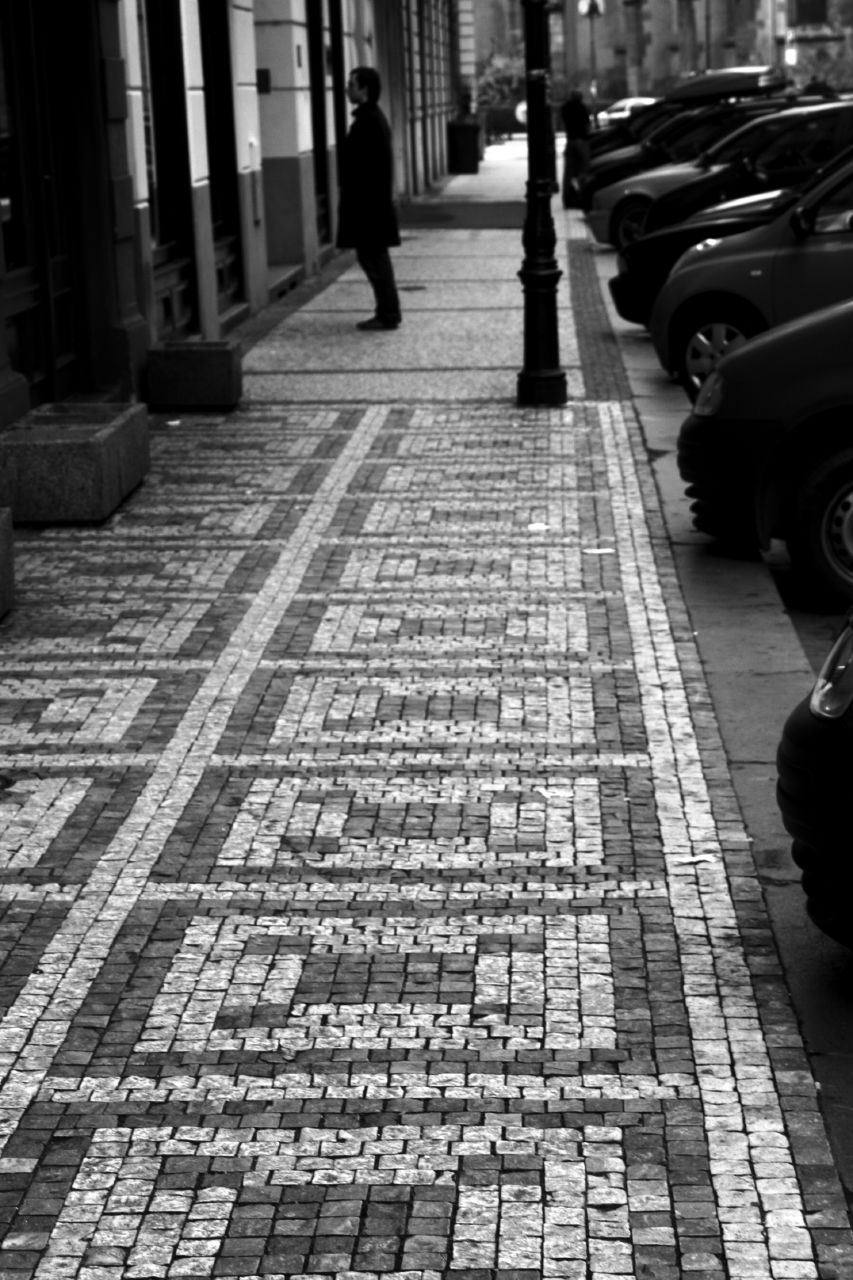
Rámy s draky
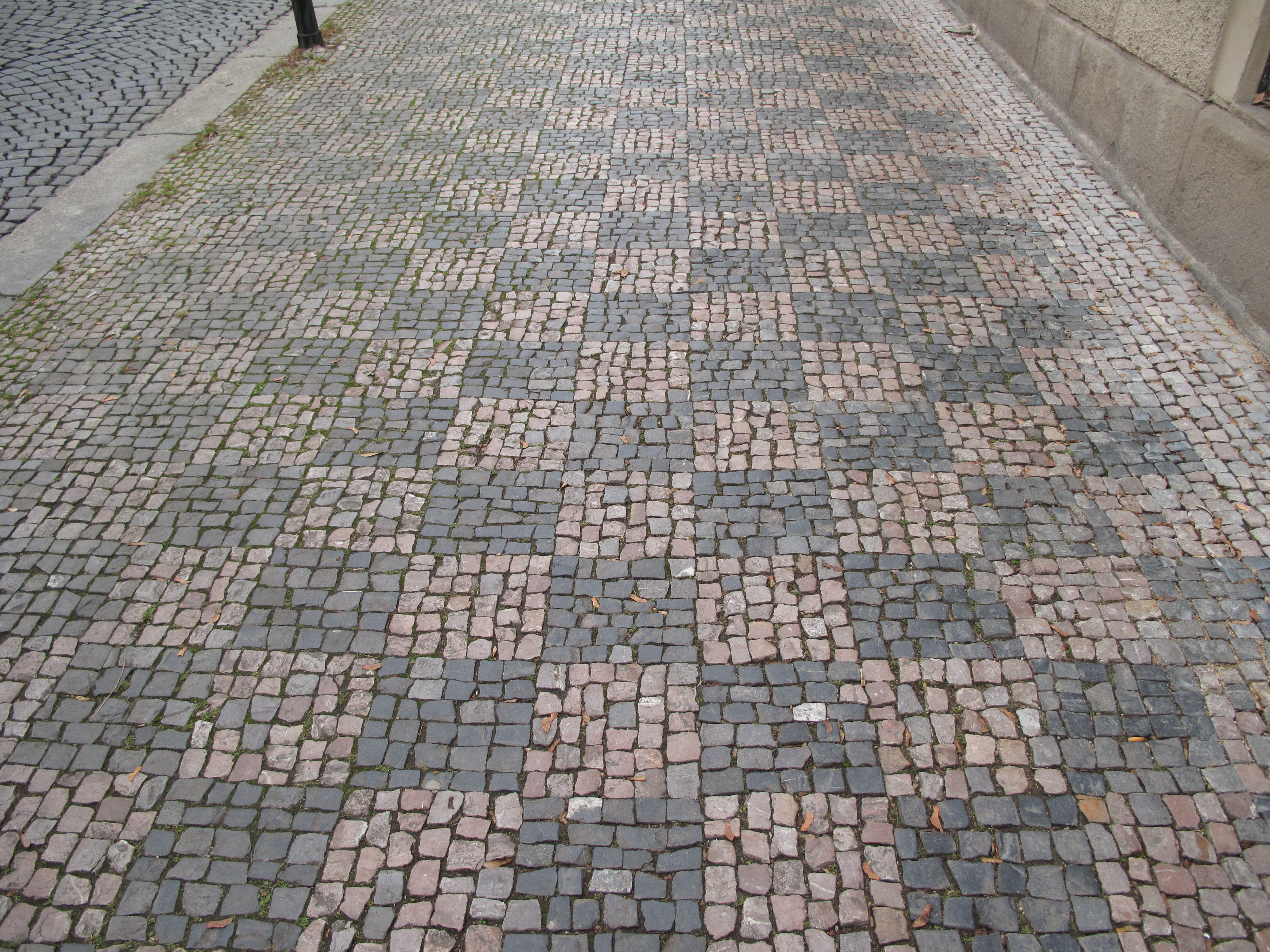
Dáma (šachovnice)
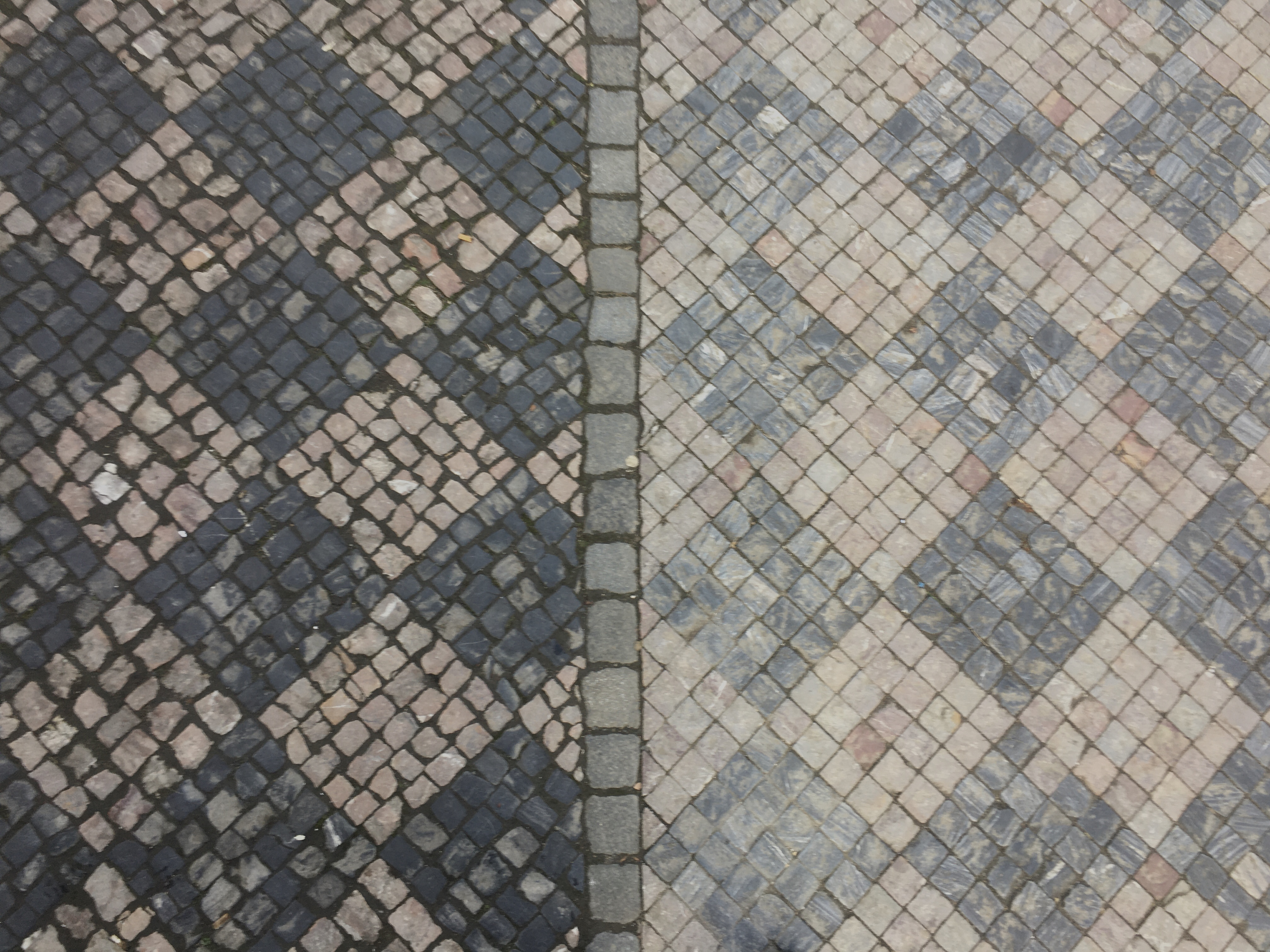
Dáma, původní a nové provedení
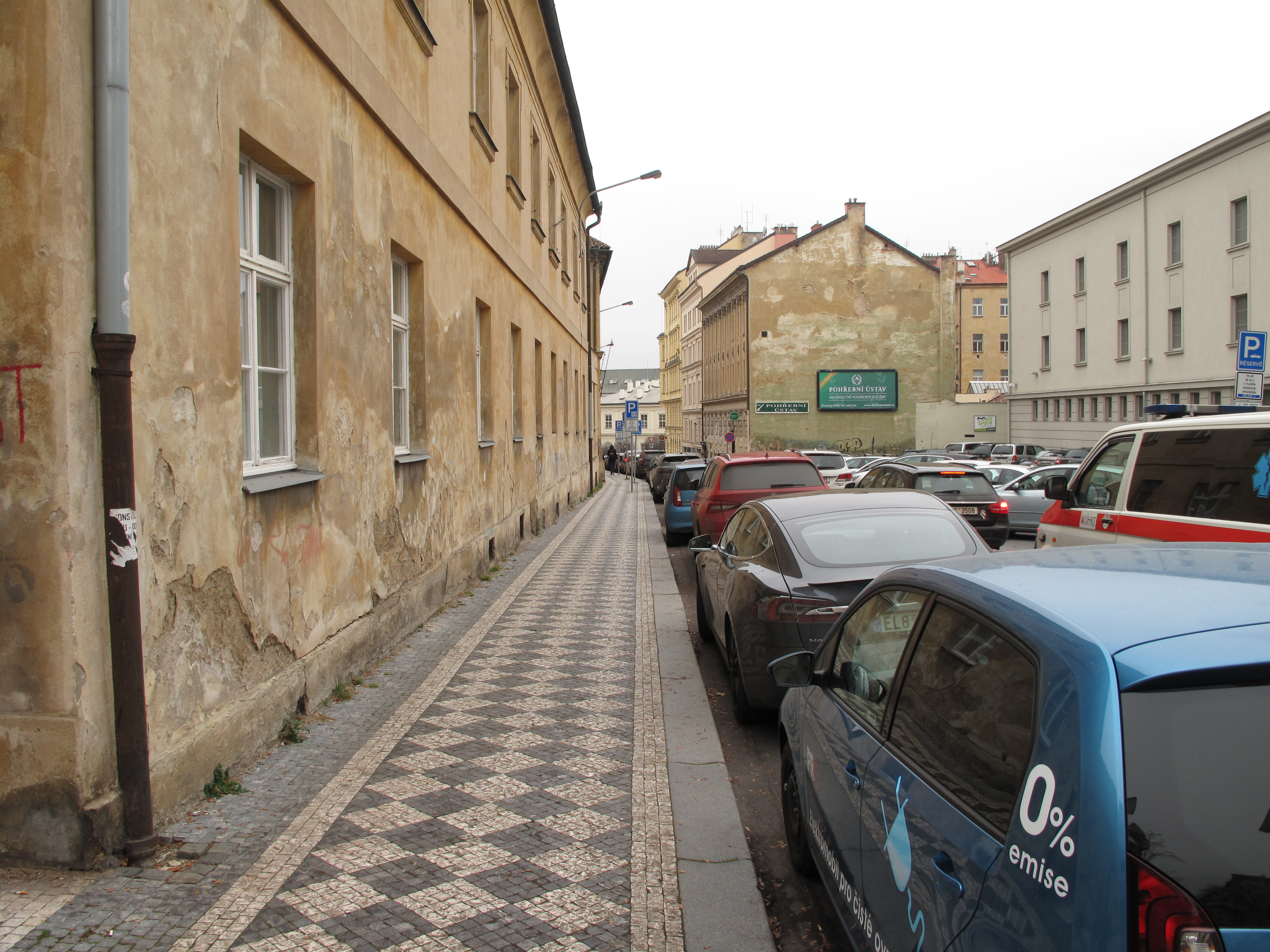
Dáma použitá na úzkém chodníku
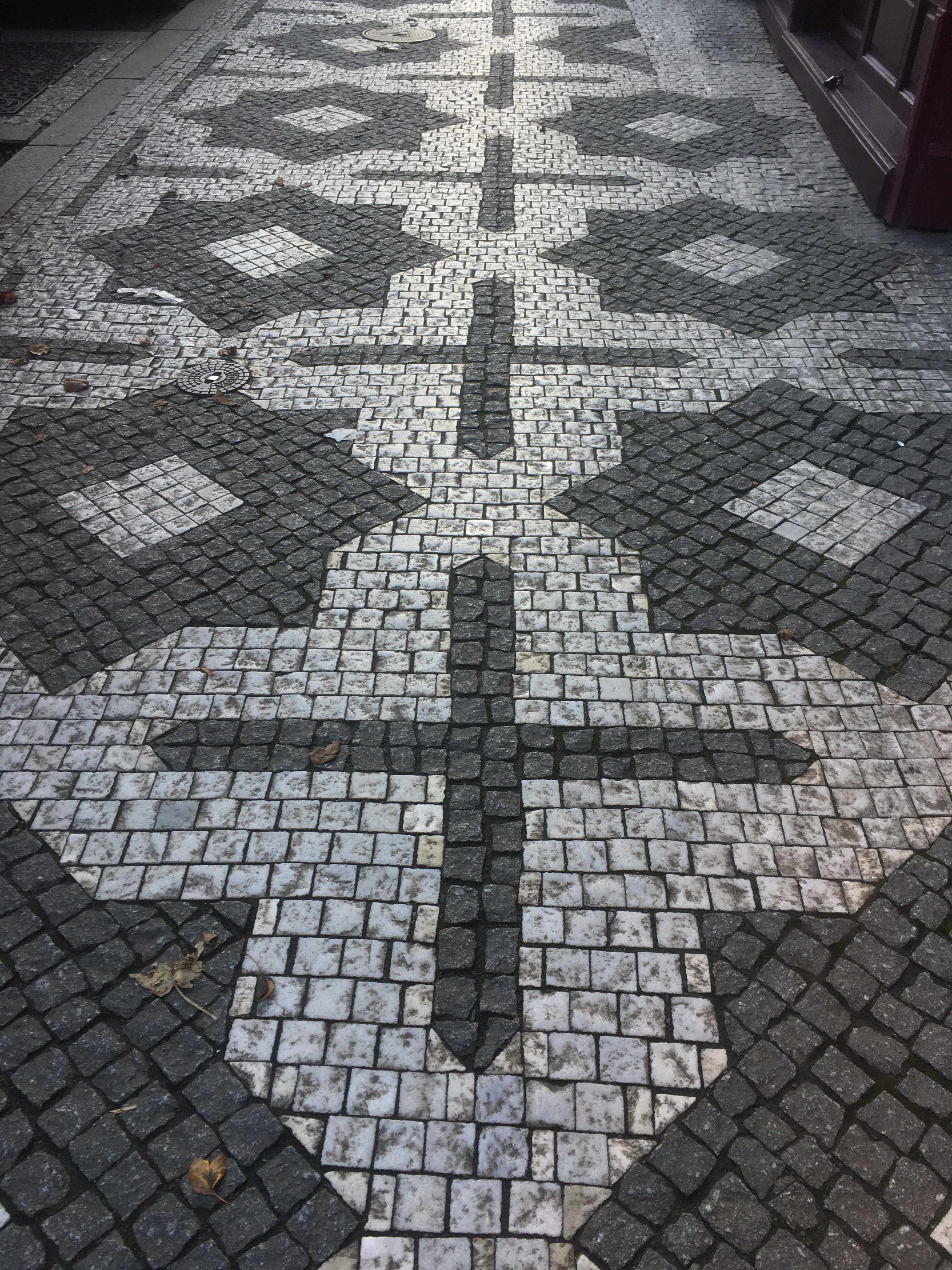
Hvězdy a kříže
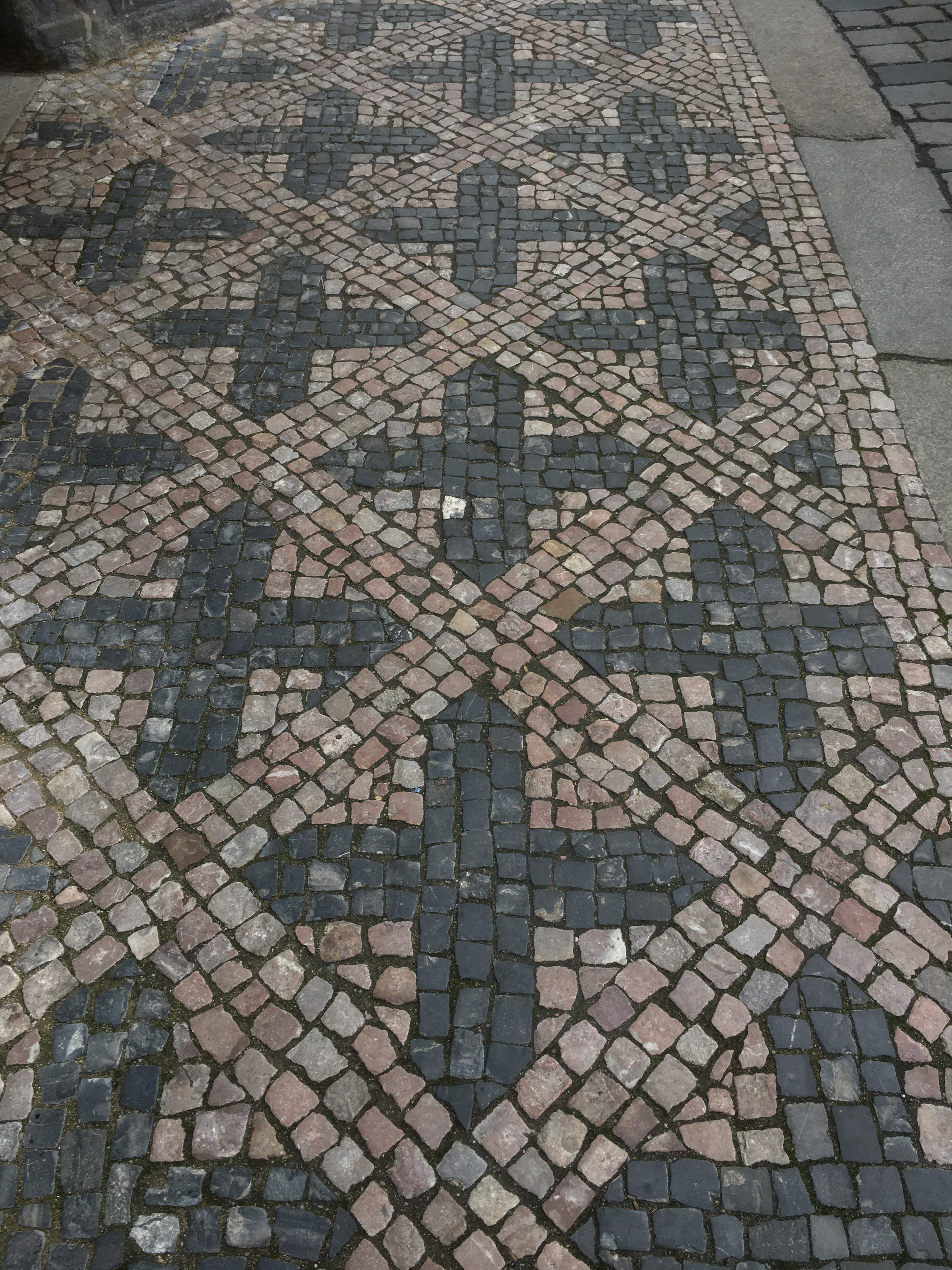
Kříže
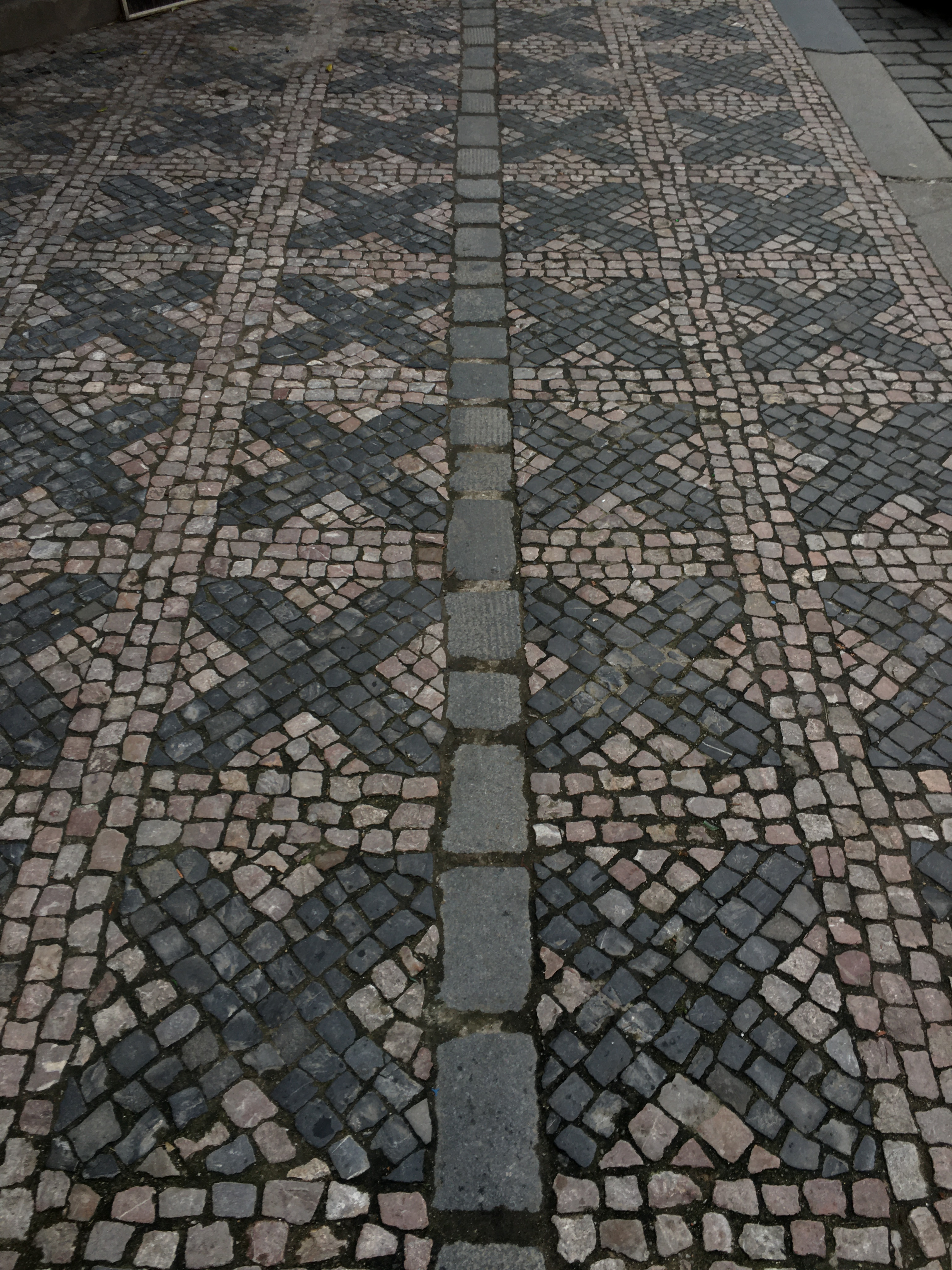
Kříže na koso
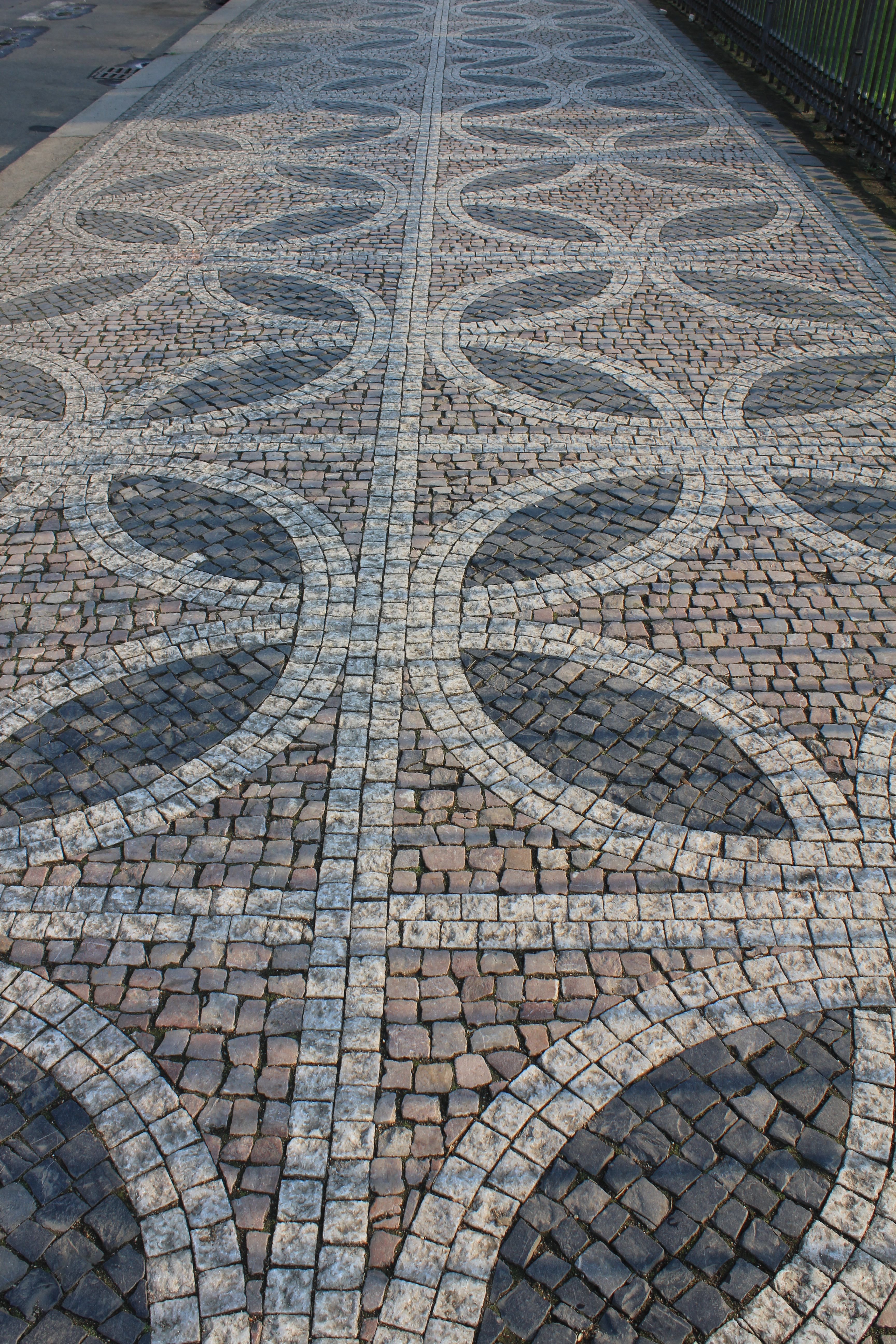
Atypický obloukový vzor s použitím štípaných kostek

## Supíkovický mramor

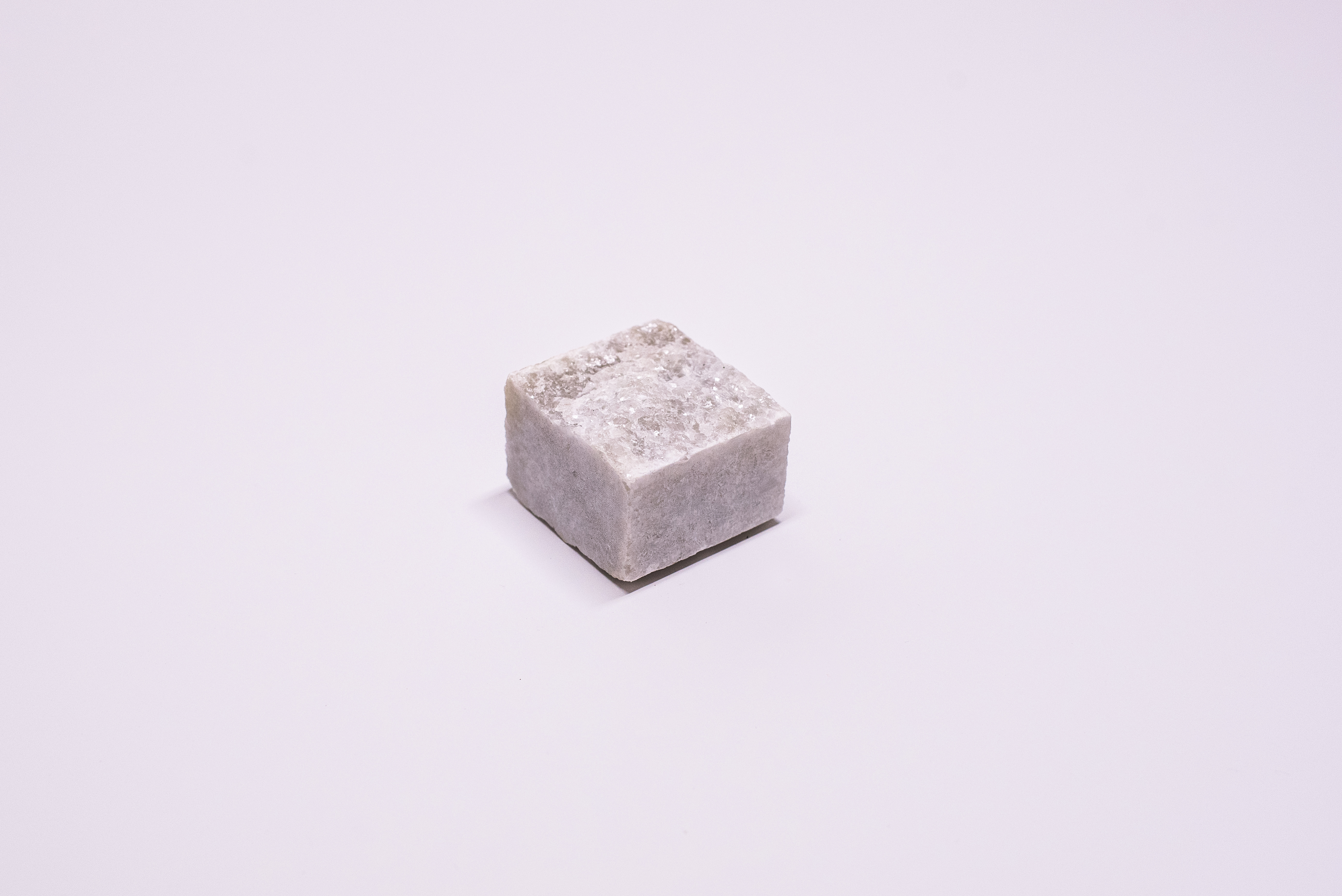
bílý supíkovický mramor

Supíkovická mozaika obsahuje pouze supíkovický mramor, který se nazývá podle Lomu Supíkovice, ve kterém se kámen těží. Je charakteristická tzv. bílou barvou, i když se jedná o škálu barev od světle šedé přes šedobílou až po bílou s pruhy nebo šmouhami. Jámový lom v Supíkovicích je 30 m pod potokem Kunětička. Kámen má rozměry 6x6x4 cm, je ze 4 stran řezaný, pochozí a spodní strana je štípaná.
Supíkovický mramor je unikátní druh mramoru, který se těží pouze v Lomu Supíkovice. Je známý pro svoji vysokou tvrdost.

## Lipovský mramor

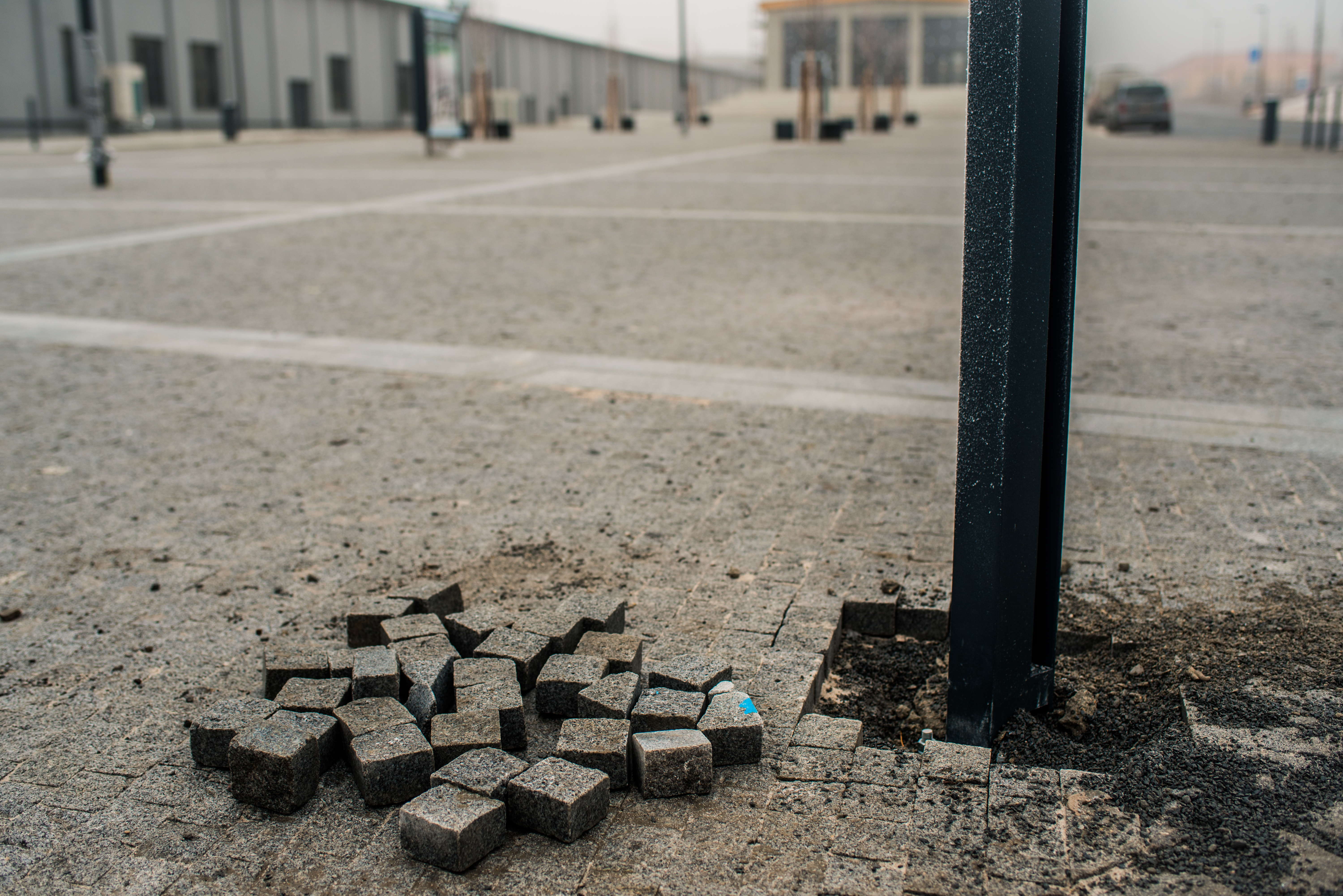
Lipovský mramor

Lipovská mozaika obsahuje pouze lipovský mramor, který se nazývá podle Lomu Horní Lipová, ve kterém se těží. Tento kámen je černý. Lom se nachází na severozápadním úbočí Smrčníku. Kámen má rozměry 6x6x4 cm, je ze 4 stran řezaný, pochozí a spodní strana je štípaná. 
Lipovský mramor je výjimečný druh mramoru, který se těží v Lomu Horní Lipová. Střídání tmavších a světlejších poloh tvoří v řezu zajímavou kresbu.